# Wijken en buurten in Noordoostpolder
De Nederlandse gemeente Noordoostpolder is voor statistische doeleinden onderverdeeld in wijken en buurten. De gemeente is verdeeld in de volgende statistische wijken:
- Wijk 00 Emmeloord (CBS-wijkcode:017100)
- Wijk 01 Luttelgeest (CBS-wijkcode:017101)
- Wijk 02 Marknesse (CBS-wijkcode:017102)
- Wijk 03 Kraggenburg (CBS-wijkcode:017103)
- Wijk 04 Ens (CBS-wijkcode:017104)
- Wijk 05 Nagele (CBS-wijkcode:017105)
- Wijk 06 Tollebeek (CBS-wijkcode:017106)
- Wijk 07 Espel (CBS-wijkcode:017107)
- Wijk 08 Rutten-Creil (CBS-wijkcode:017108)
- Wijk 09 Bant (CBS-wijkcode:017109)

Een statistische wijk kan bestaan uit meerdere buurten. Onderstaande tabel geeft de buurtindeling met kentallen volgens het Centraal Bureau voor de Statistiek (2008):
| CBS-buurtcode | Buurtnaam                                             | Inwonertal | Opp. totaal (ha) | Opp. land (ha) | Ligging                |
| ------------- | ----------------------------------------------------- | ---------- | ---------------- | -------------- | ---------------------- |
| BU01710000    | Emmeloord-Oost                                        | 3030       | 290              | 283            | Locatie in de gemeente |
| BU01710001    | Espelervaart-Oost                                     | 2900       | 65               | 64             | Locatie in de gemeente |
| BU01710002    | Revelsant                                             | 3600       | 86               | 85             | Locatie in de gemeente |
| BU01710003    | Espelervaart-West                                     | 3070       | 77               | 73             | Locatie in de gemeente |
| BU01710004    | De Zuidert                                            | 5390       | 209              | 202            | Locatie in de gemeente |
| BU01710005    | De Erven                                              | 5490       | 138              | 133            | Locatie in de gemeente |
| BU01710007    | Industriegebied de Munt                               | 20         | 33               | 33             | Locatie in de gemeente |
| BU01710008    | Industriegebied Nagelerweg                            | 270        | 172              | 156            | Locatie in de gemeente |
| BU01710009    | Landelijk gebied                                      | 1040       | 4814             | 4726           | Locatie in de gemeente |
| BU01710100    | Luttelgeest kern                                      | 730        | 44               | 43             | Locatie in de gemeente |
| BU01710109    | Luttelgeest landelijk gebied                          | 1590       | 3767             | 3732           | Locatie in de gemeente |
| BU01710200    | Marknesse kern                                        | 2860       | 146              | 141            | Locatie in de gemeente |
| BU01710209    | Marknesse landelijk gebied                            | 1020       | 5251             | 5057           | Locatie in de gemeente |
| BU01710300    | Kraggenburg kern                                      | 790        | 63               | 61             | Locatie in de gemeente |
| BU01710309    | Kraggenburg landelijk gebied                          | 680        | 3757             | 3662           | Locatie in de gemeente |
| BU01710400    | Ens kern                                              | 2180       | 113              | 110            | Locatie in de gemeente |
| BU01710409    | Ens landelijk gebied                                  | 950        | 4391             | 4361           | Locatie in de gemeente |
| BU01710500    | Nagele kern                                           | 1070       | 104              | 102            | Locatie in de gemeente |
| BU01710509    | Nagele landelijk gebied                               | 870        | 4991             | 4953           | Locatie in de gemeente |
| BU01710600    | Tollebeek kern                                        | 1220       | 79               | 77             | Locatie in de gemeente |
| BU01710609    | Tollebeek landelijk gebied (gedeeltelijk) noorden Urk | 850        | 3255             | 3210           | Locatie in de gemeente |
| BU01710700    | Espel kern                                            | 730        | 74               | 71             | Locatie in de gemeente |
| BU01710709    | Espel landelijk gebied                                | 620        | 3271             | 3250           | Locatie in de gemeente |
| BU01710800    | Creil kern                                            | 1050       | 72               | 71             | Locatie in de gemeente |
| BU01710801    | Rutten kern                                           | 700        | 40               | 40             | Locatie in de gemeente |
| BU01710808    | Rutten landelijk gebied                               | 1080       | 4389             | 4330           | Locatie in de gemeente |
| BU01710809    | Creil landelijk gebied                                | 610        | 3181             | 3147           | Locatie in de gemeente |
| BU01710900    | Bant kern                                             | 750        | 116              | 115            | Locatie in de gemeente |
| BU01710909    | Bant landelijk gebied                                 | 580        | 3795             | 3717           | Locatie in de gemeente |